# Cyperus rigidellus
Cyperus rigidellus är en halvgräsart som först beskrevs av George Bentham, och fick sitt nu gällande namn av John McConnell Black. Cyperus rigidellus ingår i släktet papyrusar, och familjen halvgräs. Inga underarter finns listade i Catalogue of Life.